# Lliga superibèrica de rugbi
La Lliga superibèrica de rugby, coneguda com a SIR, fou una competició de rugbi professional impulsada per Michael Robinson que es va disputar a la península Ibèrica. El sistema de competició fou una lliga regular de sis equips que s'enfrontaven a dues voltes, disputant unes semifinals i final els quatre primers classificats a manera de Final-four. Els equips participants eren franquícies que agrupaven a clubs de diferents zones de la península Ibèrica, inicialment havia de tenir equips de Portugal i Gibraltar, però finalment no es van incorporar. Els conflictes entre clubs, federacions, CSD i els organitzadors van impedir la continuïtat de la competició, de la que finalment només es va celebrar la primera edició.

## Equips de la temporada 2009-2010
| Equip                      | Ciutat/Àrea                   |
| -------------------------- | ----------------------------- |
| Catalunya Blaus Almogàvers | Sant Boi, Catalunya           |
| Mariners                   | La Vila Joiosa, País Valencià |
| Basque Korsarioak          | Sant Sebastià, País Basc      |
| Vacceos Cavaliers          | Valladolid, Castella i Lleó   |
| Gatos                      | Madrid                        |
| Sevilla FC Andalucía       | Sevilla, Andalusia            |

## Palmarès de Clubs
- 2008-2009  Gatos